# Клод Моне
Клод Моне (фр. Claude Monet; Париз, 14. новембар 1840 — Живерни, 5. децембар 1926) је био импресионистички сликар. Импресионизам је добио име по његовој слици „Импресија, рађање сунца“, 1874.

## Биографија
Моне се родио 14. новембра 1840. Био је други син Клода Адолфа и Луис Жастин Моне. 20. маја 1841, крштен је у локалној цркви, као Клод Оскар. Године 1845. његова породица се преселила у Авр у Нормандији. Ту је као младић почео да ради карикатуре које је излагао по излозима дућана. Убрзо их је запазио локални сликар Ежен Буден, заинтересовао се за младог Монеа и почео да га води са собом кад год би ишао да слика пејзаже. Моне је сматрао да много дугује овом мајстору, и увек је говорио: 
Ако сам постао сликар, за то треба да захвалим Будену.
 У Авру је упознао и Жонкена, који је такође доста утицао на Монеа (и Буден и Жонкен се убрајају у претече импресионизма). После ове двојице, пао је под утицај Короа и Курбеа. 
На почетку своје сликарске каријере бавио се фигуралном композицијом, али је по одласку у Лондон, видевши Тарнерово сликарство, схватио да су дивизионистичка техника и пејзаж његова права инспирација.
Моне није створио теорију, али је на путу ликовног истраживања себи поставио циљ да не представља материју самих предмета, већ променљиву игру светлости. Са своје палете је одстранио тешке и непрозирне боје и користио само чисте и светле. Стављајући такве тонове један крај другог, постигао је треперење светлости, одсјај разнобојних несталних одсјаја који стално мењају и сам изглед ствари. Природно, око 1890. почео је да слика циклусе слика, са истим мотивом али у различитим фазама дана.
Од 1870. до 1889. стално се селио. Од Пор Вијеза до Аржантеја, од Бордигере до Бел Ила, на Епту или Крезу он остаје веран својим обрасцима. Овај период значи прелаз са истраживања мотива ка чисто сликарским проблемима — истраживању светлости независно од предмета и форме. Свешће свој свет на врт и језеро Живерни. На крају ће сањати да оствари „нешто што је немогуће насликати — воду са травом која се таласа у дубини.“ Највећа вредност овог уметника је квалитет његове моћи опажања тонова и анализе истих. Моне је донео револуцију у уметности сликања.
Едуар Мане га је сматрао „Рафаелом воде“, а по Сезановим речима, Моне је био „само око“.
Тек у позним годинама живота је дочекао углед званичног Салона и Службених кругова. Али, једино није доживео да му званични кругови одају признање. За живота Француска није од њега купила ни једну слику. Монеове слике које се данас налазе у француским државним музејима били су поклони или их је држава купила од приватних лица.
Својим начином сликања — дивизионистичким, разлагањем светлости на основне боје — утицао је на младог Жоржа Сера, који ће убрзо створити читав систем, поентилизам, али који ће вратити слици скелет и „спасити“ је од потпуне дезинтеграције форме. Био је и учитељ српско-француског сликара Богомира Аћимовића - Далме

## Дела
Почео је као фигурални сликар. Три године после Манеа, и Моне је насликао један „Доручак на трави“, само што Монеова слика има далеко више светлости. „Жене у врту“, показују још већи напредак иако је била одбијена на Салону 1866. По овим и још неким Фигуралним композицијама, као што су „Дама у зеленој хаљини“, „Јапанка са лепезом“, „Госпођа Моне на софи“, „Ручак“,„ Жене у врту“, види се да је Моне могао постати врстан сликар фигура, као што су то били Мане, Реноар или Дега, али се он одао искључиво пејзажу.
На почетку истраживања пејзажа, као „Трг сен Жермен“, сенке решава онако како би то урадио Мане. 
Одлазак у Енглеску и Холандију је умногоме променио његов однос према сликарству. Почео је да изучава игру светлости на води сликајући лондонске пејзаже са Темзом, у којима тешки лукови моста лебде као у измаглици над реком која светлуца. У Венецији је насликао „пејзаже са каналом Гранде“. 
Тек је са серијама слика Моне заокружио своје стваралаштво, и са њима стекао славу: „Стогови сена“, „Алеја јабланова“, „Руанска катедрала“ и „Локвањи“.

### Импресионизам
Када је Дуран-Руелова претходна подршка Монеу и његовим вршњацима почела да опада, Моне, Реноар, Писаро, Сисли, Пол Сезан, Едгар Дега и Берта Моризо су самостално излагали своје радове; они су то учинили под именом Анонимно друштво сликара, вајара и гравера за које је Моне био водећа личност у формирању организације. Он је био инспирисан стилом и темом његових мало старијих савременика, Писара и Едуара Манеа. Група, чија је назив изабран тако да се избегне повезаност са било којим стилом или покретом, била је уједињена у својој независности од салоном и одбацивању преовлађујућег академизма. Моне је стекао репутацију као најистакнутији пејзажни сликар групе.
На првој изложби, 1874. године, Моне је приказао, између осталих, Импресију, излазак сунца, Ручак и Булевар Капусина. Ликовни критичар Луис Лерој написао је непријатељску рецензију. Посебно обраћајући пажњу на Импресију, излазак сунца (1872), магловит приказ луке у Авру и стилску обилазницу, сковао је термин „импресионизам”. Конзервативни критичари и јавност исмевали су ову групу, при чему је термин у почетку био ироничан и означавао слику као недовршену. Прогресивнији критичари су хвалили приказ модерног живота — Луис Едмонд Дуранти је њихов стил назвао „револуцијом у сликарству“.
Укупна посета је процењена на 3500. Моне је проценио Импресију, излазак сунца на 1000 франака, али није успео да прода слику. Изложба је била отворена за свакога ко је спреман да плати 60 франака и дала је уметницима прилику да прикажу своје радове без мешања жирија. Друга изложба је одржана 1876. године, опет у супротности са салоном. Моне је приказао 18 слика, укључујући Плажу у Сент Адресу која је приказала вишеструке карактеристике импресиониста.
За трећу изложбу, 5. априла 1877, одабрао је седам слика од десетине које је направио на Гаре Сен Лазар у последња три месеца, први пут када је „синхронизовао толико слика на истом месту, пажљиво усклађујући њихове сцене и темпоралности“. Слике су наишле на добар пријем критичара, који су посебно хвалили начин на који је забележио доласке и одласке возова. До четврте изложбе његово учешће је било путем преговора са Кајботове стране. Последњи пут је излагао са импресионистима 1882 — четири године пре последње изложбе импресиониста.

## Галерија ранијих радова
- Дама у зеленој хаљини, 1866.
- Доручак на трави, 1865.
- Доручак на трави (десни део), 1865.
- Врт у Сент Адресу, 1866.
- Госпођа у врту, 1867.
- Тераса у Сент Адресу, 1867.
- Гренујер, 1869.
- Регата у Аржантеју, 1872.
- Поље мака у Аржантеју, 1873.
- Уметникова кућа у Аржантеју, 1873.
- Јапанка, 1875.
- Шетња. Дама са сунцобраном, 1875.
- Камиј Моне на послу, 1875.
- Аржантеј, 1875.
- Станица Сен Лазар. Долазак воза, 1877.
- Свечаност у улици Сен Дени 30. јуна 1878, 1878.
- Камиј Моне на одру, 1879.
- Ветеј у магли, 1879.
- Улица близу Ветеја, у зиму, 1879,
- Тополе, три ружичаста дрвета у јесен, 1891.

## Галерија каснијих радова
- Обалска постаја у Варенжевилу, 1882.
- Манепорт у Етрту, 1886.
- Девојке у чамцу, 1887.
- Бордигера, 1874.
- „Пирамиде“ у Порт Котону, 1886.
- Стогови, 1890 — 1891.
- Руанска катедрала, 1892 — 1894.
- Вече у Венецији, 1908.
- Јапански мост, 1899.
- Тополе на обалама реке Епт, 1900.
- Стаза у уметниковом врту, 1902.
- Зграде парламента, Лондон, 1899—1901.
- Локвањи, 1907.
- Палата Контарини, 1908.
- Ириси, 1914 — 1917.
- Локвањи, 1916.
- Локвањи, 1916.
- Локвањи и жалосна врба, 1916—1919.
- Жалосна врба, 1918—1919.
- Локвањи, 1920.